# تپه چغا رضا
تپه چغا رضا مربوط به عصر آهن دو I است و در شهرستان کرمانشاه، بخش کوزران، روستای چغا رضا واقع شده و این اثر در تاریخ ۲ بهمن ۱۳۸۲ با شمارهٔ ثبت ۱۰۷۷۴ به‌عنوان یکی از آثار ملی ایران به ثبت رسیده است.